# Laranjal
Laranjal est une municipalité brésilienne de l'État du Minas Gerais et la microrégion de Cataguases.